# Katalánci
Katalánci jsou národ soustředěný především na historickém území Katalánska, ale také na jihu Francie či v jiných oblastech Španělska, jehož je Katalánsko dosud součástí. Katalánci dlouhodobě směřují ke vzniku samostatného národního státu, nejspíše v hranicích současné španělské provincie Katalánsko.

## Osobnosti
Z Katalánska pochází tři významní světoví malíři: Salvador Dalí, Joan Miró a Antoni Tàpies. Jako ilustrátorka proslula Lola Anglada. V éře romantismu překročil hranice své země věhlas Marià Fortuny.
Velkým Kataláncem byl originální architekt Antoni Gaudí. Secesi reprezentoval v architektuře Lluís Domènech i Montaner. Významným současným architektem je Ricardo Bofill. Stavební rozmach Barcelony v 19. století řídil Ildefons Cerdà.
V katalánštině píše spisovatelka Mercè Rodoreda. K obnovitelům katalánského písemnictví patří i novinář Josep Pla. Katalánsky psala i Caterina Albertová publikující pod jménem Víctor Català. Roli katalánského národního básníka zastává Jacint Verdaguer. Do boje za novou katalánskou literaturu se zapojil i Antoni Maria Alcover i Sureda či Quim Monzó. První tištěnou kuchařku v katalánštině napsal Robert de Nola. Reformu katalánštiny provedl Pompeu Fabra. Někteří katalánští spisovatelé však volí jako svůj jazyk španělštinu, jako kupříkladu Carlos Ruiz Zafón, Ana María Matuteová (třetí ženská držitelka Cervantesovy ceny) či Juan Goytisolo. Jako detektivkář proslul Manuel Vázquez Montalbán.
Nejvýznamnějším katalánským hudebním skladatelem byl Isaac Albéniz. V barokní éře to byl Antonio Soler, v 19. století Felipe Pedrell. Z interpretů vynikli operní pěvci Montserrat Caballé a José Carreras, čelista Pablo Casals, kytarista Fernando Sor, violista Jordi Savall či zpěvačka a tanečnice flamenca Carmen Amaya. Velkou politickou úlohu, svým striktním zpíváním v katalánštině, sehrál hudebník Lluís Llach. Latinskou hudbu ve Spojených státech šířil Xavier Cugat.
Erotikou bývají nabity filmy režiséra Bigase Luny. Jaume Collet-Serra se proslavil hororem Dům voskových figurín. K současným oceňovaným režisérům patří Isabel Coixetová. K hercům Àstrid Bergès-Frisbeyová.
Filozof Ramón Llull napsal vůbec první významné knihy v katalánštině. Vývoj technologie ponorky zásadně ovlivnil Narcís Monturiol i Estarriol. Významným středověkým alchymistou byl Arnald z Villanovy, paleontologem Miquel Crusafont i Pairó. V Katalánsku působil i judaistický učenec Nachmanides. K církevním osobnostem patří Vincenc Ferrerský či Petr Claver. Za pramen katalánské duchovnosti je považován Oliba de Besalú.
Katalánským národním hrdinou je Lluís Companys, prezident Katalánské samosprávy během španělské občanské války popravený Frankovou diktaturou. Vůdcem katalánské revolty roku 1641 byl Pau Claris i Casademunt. Tvůrcem moderního katalánského nacionalismu je Enric Prat de la Riba. Tvůrcem konceptu autonomie uvnitř Španělska byl Francesc Cambó. Hlavním bojovníkem za odtržení Katalánska od Španělska je v posledních letech Artur Mas i Gavarró. Naopak představitelem federalismu byl Francesc Pi i Margall. Jako vůdce revoluce roku 1868 se proslavil Juan Prim. Představiteli anarchismu, v Katalánsku dosti vlivného, byli Francisco Ferrer či Teresa Claramunt Creusová, komunismu pak Andreu Nin. Josep Borrell byl prezidentem Evropského parlamentu. Juan Antonio Samaranch stál dlouho v čele mezinárodního olympijského výboru.
Slavným fotbalovým trenérem je Pep Guardiola. K nejslavnějším fotbalistům patří Ricardo Zamora, Xavi, Cesc Fàbregas, Gerard Piqué, Carles Puyol, Víctor Valdés, Sergio Busquets, Jordi Alba či Albert Ferrer. Světovou tenisovou jedničkou byla Arantxa Sánchezová Vicariová. Vítězkou Wimbledonu byla též Conchita Martínezová. Mezi muži se nejvíce prosadil Sergi Bruguera a Andrés Gimeno, oba byli světovou trojkou a vítězem Roland Garros. V NBA se prosadili basketbalisté Pau Gasol či Ricky Rubio. Motocykloví závodníci Marc Márquez a Dani Pedrosa jsou několikanásobnými mistry světa.